# Ruta Provincial 70 (Santa Fe)
La Ruta Provincial 70 es una carretera pavimentada de 122 km de jurisdicción provincial ubicada en el centro de la Provincia de Santa Fe, República Argentina, y que la atraviesa de este a oeste casi totalmente.
Comienza en la RN 11 en la ciudad de Recreo y finaliza en el límite con la Provincia de Córdoba en cercanías del pueblo de Coronel Fraga.
Anteriormente era la Ruta Nacional 166. Mediante el Decreto Nacional 1595 del año 1979 esta ruta pasó a la jurisdicción de la provincia de Santa Fe
En su traza tiene dos cabinas de peaje, una entre Colonia Pujol y Esperanza y otra entre Nuevo Torino y Rafaela.

## Localidades
Las ciudades y pueblos por los que pasa esta ruta de este a oeste son los siguientes (los pueblos con menos de 5.000 habitantes figuran en itálica).

### Provincia de Santa Fe
Recorrido: km 001 a 122 (km 483 a 605 cuando era Ruta Nac. 166)
- Departamento La Capital: Recreo (kilómetro 0)
- Departamento Las Colonias: Colonia Pujol (km 9), Esperanza (km 18), Humboldt (km 35) y Nuevo Torino (km 51)
- Departamento Castellanos: Rafaela (km 78), San Antonio (km 100), Vila (km 111) y Coronel Fraga (km 122)